# Луций Атилий (претор)
Лу́ций Ати́лий (лат. Lucius Atilius; III—II века до н. э.) — римский политический деятель из плебейского рода Атилиев, претор 197 года до н. э.
Луций Атилий упоминается в сохранившихся источниках только в связи с событиями 197 года до н. э. Получив должность претора, он стал по результатам жеребьёвки наместником Сардинии. Известно, что должность эдила до этого Атилий не занимал. Его дальнейшая судьба неизвестна.